# Jan de Visser (Fußballspieler)
Jan de Visser (* 1. Januar 1968 in Hoorn) ist ein ehemaliger niederländischer Fußballspieler.

## Karriere
Der Abwehrspieler begann seine Karriere im Jahr 1988 beim AZ Alkmaar in der zweiten Liga. Zur Saison 1991/92 wechselte er innerhalb der Eerste Divisie zum SC Heerenveen. Mit dem Verein erreichte er zweimal 1993 und 1997 das KNVB-Pokal-Finale. Nach acht Jahren in Heerenveen unterschrieb Jan de Visser 1999 einen Vertrag beim niederländischen Meister Feyenoord Rotterdam, mit dem er 2002 den UEFA-Pokal gewann und wo er anschließend seine Fußball-Karriere beendete.